# میوکاردیت

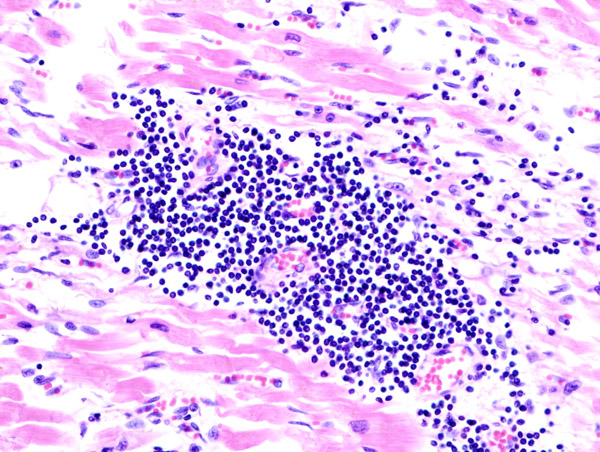
نمای میکروسکوپی میوکاردیت/اندوکاردیت ویروسی و/یا باکتریایی

میوکاردیت (Myocarditis) به معنی التهاب عضلات قلب (میوکاردیوم) است.

## علل
عامل میوکاردیت اغلب عوامل عفونی به خصوص ویروسها هستند. ویروسهایی مانند: کووید ۱۹، پارواویروس B19، آدنوویروس، کوکساکی ویروس و ویروس ایدز؛ البته در بیماریهای تک یاخته‌ای مانند لایم و شاگاس نیز میوکاردیت دیده می‌شود؛ علل باکتریایی مانند بروسلا، هموفیلوس آنفلوانزا، کورینه باکتریوم دیفتریا و گونوکوکوس، علل قارچی، انگل‌ها مانند آسکاریس از سایر علل میوکاردیت هستند. میوکاردیت همچنین می‌تواند عارضه برخی داروها مانند کلوزاپین، الکل ، آنتراسیکلین‌ها مانند دانوروبیسین یا سموم باشد.

## علائم و درمان
بیماری ممکن است بدون علامت باشد یا موجب درد قفسه سینه، نارسایی قلبی، تب، تپش قلب، خستگی و حتی مرگ ناگهانی شود. درمان عامل زمینه یا علائم با داروهایی مانند دیگوکسین ، بازدارنده‌های آنزیم مبدل آنژیوتانسین ، مدر و استراحت است.